# SS Persic (1899)
SS Persic byl parník společnosti White Star Line vybudovaný v loděnicích Harland & Wolff v Belfastu. Sloužil především jako nákladní loď na trase Liverpool - Sydney. 26. října 1899 zachránil cestující ze škuneru Madura, který shořel. Po vypuknutí 1. světové války sloužil jako transportní loď. V roce 1918 byl torpédován německou ponorkou (pravděpodobně U-87) poblíž Sicílie, ale dokázal „dokulhat“ svými vlastními silami až do přístavu. V roce 1920 byl upraven na osobní loď. Sloužil ještě dalších 7 let, než byl v roce 1927 sešrotován.